# Ștefan Achim

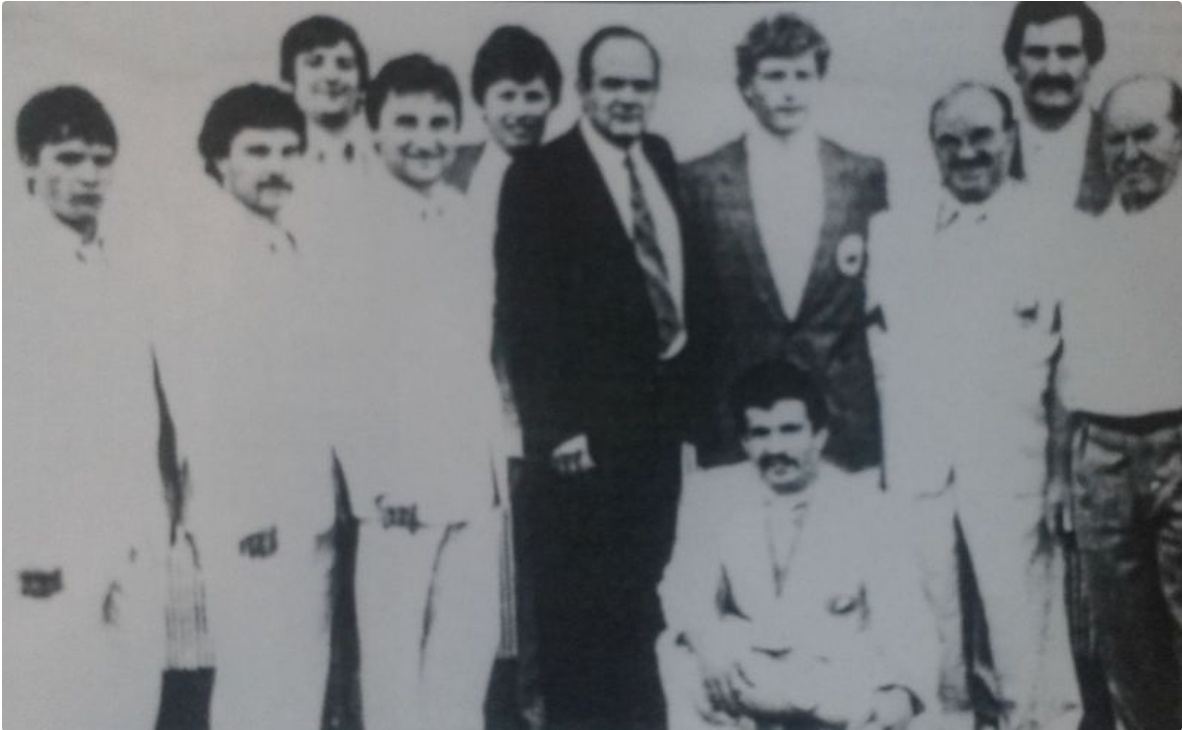
Ștefan Achim cu echipa de haltere a României la Los Angeles 1984

Ștefan Achim (n. 1930 – d. 2007) a fost un antrenor de haltere din România, halterofil și ofițer, ultimul grad avut în armată fiind cel de colonel.

## Biografie

### Sportiv
A fost absolvent al primului curs pentru formarea antrenorilor de haltere, organizat în 1950. Ca sportiv de performanță, a fost legitimat întâia oară la clubul „Monitorul Oficial” din București și s-a transferat apoi la Clubul CCA Steaua.
Ca purtător al culorilor clubului militar bucureștean, Ștefan Achim a cucerit în 1951, la cea de-a VIII-a ediție a Campionatului Național de haltere, primul său titlu de campion și recordman național la categoria 56 kg, fiind cel dintâi sportiv român care a folosit procedeul tehnic de ridicare denumit „hochei”.

### Antrenor
Timp de 30 de ani a fost antrenor al echipei Clubului CCA Steaua și timp de peste 15 ani antrenor al lotului național. Astfel, Ștefan Achim a avut o mare însemnătate în peisajul sportului român și o contribuție importantă la afirmarea halterofililor români în țară și peste hotare, pregătind numeroși viitori campioni. Printre recordmanii europeni, mondiali și olimpici antrenați de Ștefan Achim se numără Nicu Vlad (autor a 3 recorduri olimpice), Silviu Cazan, Ilie Dancea și Lazăr Baroga.
Echipa de haltere CCA Steaua antrenată de el a cucerit peste 20 de titluri de campioană națională. Considerat printre cei mai buni antrenori de haltere din lume, Ștefan Achim alături de elevii săi din lotul național au obținut la Jocurile Olimpice de la Los Angeles din 1984 rezultate memorabile. În același an la Campionatul Mondial, Stefan Achim a adus prin halterofilii antrenați de el locul I pe echipe și 21 de medalii pentru România.
Între 1960 și 1964 a fost secretar general al Federației Române de Haltere și pentru întreaga activitate i-a fost acordat titlul de Antrenor Emerit. În anul 2000, i-a fost decernată Medalia națională "Serviciul Credincios I".
Alături de Ilie Dancea a pus bazele secției de haltere la Clubul Steaua, aducând niște jucători descoperiți la "Marina" Constanța care au devenit, mai apoi, recordmani naționali: Silviu Cazan, Eremia Delca și Atila Vasarhely. Aici s-au descoperit secretele unei tehnici de ridicare, o inovație tehnică denumită "hochei", manevră cu care Ștefan Achim obținuse în trecut un nou record național cu 82,5 kg în 1951.

## Distincții
- Medalia Muncii (3 septembrie 1962) „pentru contribuția adusă la dezvoltarea mișcării de cultură fizică și sport în Forțele Armate ale Republicii Populare Romîne, cît și pe plan național”[2]